# Impatiens filicaulis
Impatiens filicaulis är en balsaminväxtart som beskrevs av Joseph Dalton Hooker. Impatiens filicaulis ingår i släktet balsaminer, och familjen balsaminväxter. Inga underarter finns listade i Catalogue of Life.